# Paul-Henry Thilloy
Paul-Henry Thilloy né le 5 mai 1894 à Levallois-Perret et mort pour la France le 9 mai 1942 à Suresnes est un industriel et résistant français.

## Biographie
Fils de Paul-Henri Thilloy, forgeron et de son épouse née Marie-Josèphe Perrine Gardan, Paul-Henry Thilloy se marie le 27 mai 1920 à Bourg-la-Reine avec Marguerite Maximilienne Chivallon, et s'installe au 10, rue Cécile-Vallet dans la commune. Le couple aura un enfant[réf. nécessaire].
Il est arrêté le 10 novembre 1941 par la gestapo à son domicile, puis est incarcéré à la prison de Fresnes et comparaît devant le tribunal du Gross-Paris au 11 bis, rue Boissy-d'Anglas à Paris. Reconnu « coupable d'intelligence avec l'ennemi, en franchissant la ligne de démarcation, et propagande gaulliste », il est condamné à mort et est passé par les armes le 9 mai 1942 au Mont-Valérien,.
Il est reconnu mort pour la France le 10 juillet 1947 par le ministère des Anciens Combattants.

## Hommages
- La Ville de Bourg-la-Reine a donné son nom à l'ancienne voie du Pont le 3 décembre 1944.
- Son nom figure sur la cloche commémorative du Mont-Valérien et sur le monument aux morts d’Antony.